# Leptotyphlops burii
Leptotyphlops burii är en kräldjursart som beskrevs av  George Albert Boulenger 1905. Leptotyphlops burii ingår i släktet Leptotyphlops och familjen Leptotyphlopidae. Inga underarter finns listade i Catalogue of Life.